# Araneus santacruziensis
Araneus santacruziensis là một loài nhện trong họ Araneidae.
Loài này thuộc chi Araneus. Araneus santacruziensis được Alberto Barrion & James A. Litsinger miêu tả năm 1995.